# 鸡鸦水道
鸡鸦水道，位于中华人民共和国广东省中山市北部，北起佛山市顺德区的龙涌沙顶，接东海水道，向东南，在中山市南头镇汲水村大吉利公园，左岸分叉出桂洲水道，于黄圃镇大坝头以西的丘头，左岸分叉出黄圃水道，于黄圃镇下分会村左岸又分叉出黄沙沥水道。最后至中山市港口镇大南尾与小榄水道汇合后流入横门水道。全长33千米，河面宽度200～300米，低潮时水深4～5米，可航行500～1000吨位轮驳船。是中山市主要航道之一。受潮汐影响，属于双向流河段，河床比较稳定，汛期最大流量8690立方米每秒，平均淤沙淤积量12.5万立方米每年。